# Orinoco Flow
Orinoco Flow (en español: Flujo del Orinoco) es un sencillo número uno de Enya que salió en las carteleras del Reino Unido en 1988. La versión estadounidense del éxito fue renombrada como «Orinoco Flow (Sail Away)».

## Historia
Lanzado como el primer sencillo de su segundo álbum de estudio Watermark en octubre del año 1988, la canción se convirtió un éxito masivo en todo el mundo, alcanzando el puesto #1 en varios países, incluyendo el Reino Unido, donde se mantuvo en la cima de las estadísticas musicales durante tres semanas.
La canción es a menudo referido como Sail Away, una frase repetida durante el coro de dicha canción. En la versión estadounidense del sencillo, fue retitulado a «Orinoco Flow (Sail Away)». Alcanzó el puesto #24 en los Estados Unidos a principios del año 1989.
Parte de su nombre fue originado por el nombre del estudio de grabación de Enya; Orinoco Studios, lugar donde fue grabado el tema musical. Pero también se estipula que el título de la canción «Orinoco Flow» (La corriente del Orinoco) se deba al río Orinoco, el cual se encuentra en Venezuela, y a que en su vídeo oficial aparezca una embarcación a vela.
La división de sílabas para seguir el patrón del tema musical puede engañar al oyente a pensar que la canción está escrita en Latín (como algunas canciones de Enya), pero la letra está hecha en inglés. Al final de la canción ella rinde homenaje a Warner Bros. a cargo de Rob Dickins y hace una referencia más velada al productor Ross Cullum.
En 1998, fue lanzado una edición especial como remix de su décimo aniversario.

## Lugares mencionados en la letra (en orden de mención)
| Lugar                      | Países                                      |
| -------------------------- | ------------------------------------------- |
| Río Orinoco                | - Venezuela Colombia                        |
| Trípoli                    | - Libia                                     |
| Mar Amarillo               | - China - Corea del Norte - Corea del Sur   |
| Bissau                     | - Guinea-Bisáu                              |
| Palaos                     | - Palaos                                    |
| Ávalon                     | - Isla mitológica del Reino Unido           |
| Fiyi                       | - Fiyi                                      |
| Tiree                      | - Escocia                                   |
| Islas de Ebony             | - Inglaterra                                |
| Perú                       | - Perú                                      |
| Isla de Cebú               | - Filipinas                                 |
| Babilonia                  | - Antiguo nombre de Babil, Irak             |
| Bali                       | - Indonesia                                 |
| Cali                       | - Colombia                                  |
| Mar del Coral              | - Australia                                 |
| Ebudae                     | - Escocia                                   |
| Jartum                     | - Sudán                                     |
| Mare Nubium (Mar de Nubes) | - Posiblemente sean los Montes Huang, China |
| Isla de la Luna            | - Madagascar                                |
| Dependencia Ross           | - Región antártico de Nueva Zelanda         |

## Letra
Let me sail, let me sail, Let the Orinoco Flow
Let me reach, let me beach, on the shores of Tripoli
Let me sail, let me sail, let me crash upon the shore
Let me reach, let me beach, far beyond the Yellow Sea
From Bissau to Palau, in the shade of Avalon,
From Fiji to Tiree, and the Isles of Ebony
From Peru to Cebu, feel the power of Babylon
From Bali to Cali, far beneath the Coral Sea
From the North to the South, Ebudæ unto Khartoum
From the deep sea of clouds, to the island of the moon
Carry me on the waves to the lands I've never been
Carry me on the waves to the lands I've never seen
We can sail, we can sail, with the Orinoco Flow,
We can steer, we can near, with Rob Dickins at the wheel
We can sigh, say goodbye Ross and his dependency
We can sail, we can sail...

## Lista de temas
| LP 7" |                             |          |  |
| N.º   | Título                      | Duración |  |
| 1.    | «Orinoco Flow (Radio Edit)» | 3:45     |  |
| 2.    | «Out Of The Blue»           | 3:12     |  |
| 6:57  |                             |          |  |

| CD Sencillo |                                                    |          |  |
| N.º         | Título                                             | Duración |  |
| 1.          | «Orinoco Flow»                                     | 4:26     |  |
| 2.          | «"Smaointe..." (d'Aodh agus do Mháire Uí Dhúgain)» | 6:08     |  |
| 3.          | «Out Of The Blue»                                  | 3:12     |  |
| 13:46       |                                                    |          |  |

| Edición del 10° Aniversario |                    |          |  |
| N.º                         | Título             | Duración |  |
| 1.                          | «Orinoco Flow»     | 3:45     |  |
| 2.                          | «Hope Has A Place» | 4:48     |  |
| 3.                          | «Pax Deorum»       | 4:59     |  |
| 13:32                       |                    |          |  |

## Apariciones
- Louise Brooks (Kathryn Drysdale) en Two Pints of Lager and a Packet of Crisps en BBC Three se refiere a "Orinoco Flow» como método de dar a luz.

- En el año 2000, un ejemplo del tono musical de "Orinoco Flow» fue usado por el productor panameño de Reggae en español Rodney "El Chombo" Clark en su producción Los Cuentos de la cripta en el tema Morirán, interpretado por Aldo Ranks.

- La canción aparece en los créditos para la temporada final de Peep Show.

- «Orinoco Flow» también es interpretado por el conjunto femenino irlandés Celtic Woman; interpretación que apareció en su álbum debut Celtic Woman y posteriormente en su concierto A New Journey y en su cuarto álbum de estudio The Greatest Journey.

- Una parodia de la canción es usada en el episodio "Muerte» de South Park, en que el abuelo de Stan reproduce la canción en una radio para que sienta lo terrible que él se siente al estar viviendo a su edad (102 años), con lo que termina de convencer a Stan de matarlo, como le venía pidiendo de hacía un tiempo.

- Libera[1][2] realiza un cover en el año 2008, en el álbum New Dawn.

- "Orinoco Flow» aparece en una  la cual salió al aire para la introducción de un nuevo Canal Checo PRIMA Cool, puesto en marcha por MTG el 1 de abril de 2009.[3]

- "Orinoco Flow» es reproducido en la serie cómica de televisión australiana Kath & Kim en donde Kath canta el tema Orinoco Flow después de comprar el CD en su luna de miel.

- "Orinoco Flow» aparece en una parte de la película Shrek Forever After, cuando Rumpletilskin ofrece un contrato para quien traiga a Shrek capturado.

- En la adaptación cinematográfica de The Girl with the Dragon Tattoo, hay una escena que utiliza la canción.

- "Orinoco Flow» aparece en la última escena de la película Chronicle, cuando Matt visita el Tíbet.

- El tema aparece en el episodio 6 de la temporada 2 de la serie The Boys "Volando las malditas puertas», cuando The Deep y A-train están almorzando con Alastair Adana.

- "Orinoco Flow» aparece también en la película animada The Boss Baby: Family Business como parte de una habitación de lavado de cerebro a modo de castigo en la escuela a la que asisten.
- Esta canción es usada en la película Gran Turismo, adaptación cinematográfica de la franquicia del mismo nombre, como una de las canciones motivadoras que escucha Jann Mardenborough cuando entrena y cuando conduce en las 24 Horas de Le Mans.

## Versiones
- Celtic Woman - Celtic Woman, A New Journey, The Greatest Journey
- St. Philips Boys Choir - New Day (1989)[4]
- Libera - New Dawn (2008)
- Sarah McCaldwin – Destiny

## Certificaciones
| Ciudad | Certificación | Fecha                  | Ventas certificadas |
| ------ | ------------- | ---------------------- | ------------------- |
| UK     | Plata         | 1 de noviembre de 1988 | 200,000             |

## Listas
| Lista (1988-1989)                   | cúspide Posición |
| ----------------------------------- | ---------------- |
| Lista de Singles Australianos ARIA  | 6                |
| Lista de singles australianos       | 8                |
| Lista de sencillos neerlandeses     | 1                |
| Top 100 Europeo                     | 1                |
| Lista de singles francés SNEP       | 16               |
| Lista de sencillos alemanes         | 2                |
| Lista de sencillos Italianos        | 23               |
| Lista de sencillos en Irlanda       | 1                |
| Lista de singles noruegos           | 5                |
| Lista de singles suecos             | 2                |
| Lista de singles suizos             | 1                |
| Lista de singles británicos         | 1                |
| U.S. Billboard Hot 100              | 24               |
| U.S. Billboard Temas contemporáneos | 7                |
| U.S. Billboard Temas Rock Moderno   | 6                |

| Éxitos a finales del año (1989) | Posición |
| ------------------------------- | -------- |
| Lista de sencillos australianos | 43       |
| Lista de singles suizos         | 19       |

## Posicionamiento y períodos
| Predecesor: "Desire" de U2 | Irish IRMA Singles N° #1 en Irlanda 22 de octubre de 1988 - 12 de noviembre de 1988 (4 semanas) | Sucesor: "Stand Up for Your Love Rights" de Yazz |

| Predecesor: "One Moment in Time" de Whitney Houston | Singles N° #1 en Reino Unido 29 de octubre de 1988 - 12 de noviembre de 1988 (3 semanas) | Sucesor: "The First Time" de Robin Beck |

| Predecesor: "Teardrops" de Womack & Womack | Dutch Top 40 Singles N° #1 en Alemania 3 de diciembre de 1988 - 17 de diciembre de 1988 (3 semanas) | Sucesor: "Smooth Criminal" de Michael Jackson |

| Predecesor: "A Groovy Kind of Love" de Phil Collins | Swiss Singles N° #1 en Suiza 11 de diciembre de 1988 - 8 de enero de 1989 (5 semanas) | Sucesor: "Bring Me Edelweiss" de Edelweiss |

## Sencillo de Celtic Woman
«Orinoco Flow» es una de las canciones más populares de la cantante irlandesa Enya. En 2004 el tema fue interpretado por el naciente grupo musical femenino Celtic Woman, versión que alcanzó gran aclamación popular. La interpretación aparecioó en el primer concierto del conjunto en el Teatro Helix de Dublín, Irlanda en 2004. Fue cantada por las integrantes Órla Fallon, Lisa Kelly y Méav Ní Mhaolchatha. Esta versión del tema quedó plasmada en su primer álbum de estudio Celtic Woman publicado el 1 de marzo de 2005. Desde entonces la canción ha sido unos de los mayores éxitos del grupo en toda su trayectoria. En 2012 por motivo del abandono Órla, Lisa y Méav, la pieza fue interpretada nuevamente por las integrantes Chloë Agnew, Lisa Lambe y Susan McFadden. El sencillo de la canción fue publicado en mayo de 2005 seguido del tema «You Raise Me Up».

## Lista de temas
| Orinoco Flow |                                                  |                                                                            |          |  |
| N.º          | Título                                           | Intérprete(s)                                                              | Duración |  |
| 1.           | «Orinoco Flow»                                   | Órla Fallon, Lisa Kelly, Méav Ní Mhaolchatha                               | 3:32     |  |
| 2.           | «Last Rose Of Summer (Intro)/Walking In The Air» | Chloë Agnew                                                                | 4:20     |  |
| 3.           | «You Raise Me Up»                                | Chloë Agnew, Órla Fallon, Lisa Kelly, Máiréad Nesbitt, Méav Ní Mhaolchatha | 4:33     |  |
| 12:28        |                                                  |                                                                            |          |  |